# Krater Vredefort
Vredefort krater (afrikaans: Vredefort-koepel) je najveći potvrđeni udarni krater (astrobleme) na svijetu. Ime je dobio po gradiću Vredefortu koji se nalazi u njegovom središtu, u Južnoafričkoj pokrajini Free State, oko 120 km jugozapadno od Johannesburga. 
Kupola Vredeforta, tj. brdoviti ostaci udara meteorita prije oko 2,023 milijuna godina (paleoproterozoik), su najstariji takve vrste (osim kratera jezera Suavjärvi u Kareliji (Rusija), koji je procijenjen na prije oko 2,4 milijuna godina), a promjerom od 190-270 km oni su ujedno i najveći i erozijom najprodubljeniji na svijetu. Veći od Bazena Sudburyja u Kanadi (200 km) i kratera Chicxulub u Meksiku (180 km). Ovo područje je u trenutku udara bilo svjedokom najvećeg otpuštanja energije ikada, a koje je imalo strašne globalne posljedice, te prema nekim znanstvenicima i utjecaj na evoluciju. Naime, ovim udarom pokrenute su vulkanske aktivnosti u okolici koje su dovele do stvaranja obližnjeg Bushveld kompleksa (u kojemu se nalazi najveća svjetska koncentracija platinama) i Witwatersrand bazena (koji je poznat po bogatstvu zlatom).
Vredefort krater je također i veliki izvor za proučavanje geološke povijesti zemlje, koji su presudni za razumijevanje njezine evolucije. Geološka aktivnost nakon udara meteorita je uvelike uništila dokaze samog udara svugdje na svijetu, osobito u slučaju višeprstenastih kratera kao što je Vredefortski, te je Vredefort krater jedini koji pruža puni geološki profil astrobleme ispod dna kratera, te je zbog toga njegovih 300 km² upisano na UNESCO-ov popis mjesta svjetske baštine u Africi 2005. godine. 
Najprije se držalo kako je ovaj krater nastao erupcijom vulkana, ali je sredinom 1990-ih pronalaskom krhotina meteorita u dnu kratera, točnije u koritu obližnje rijeke Vaal, dokazano kako se radi o udarnom krateru.

## Vanjske poveznice
- Impact Cratering Research Group- University of the Witwatersrand  Arhivirana inačica izvorne stranice od 19. ožujka 2011. (Wayback Machine) (engl.)
- Earth Impact Database (engl.)
- Deep Impact - The Vredefort Dome (engl.)

|  | Zajednički poslužitelj ima još gradiva o temi Vredefort krater |